# Premsa (tecnologia)

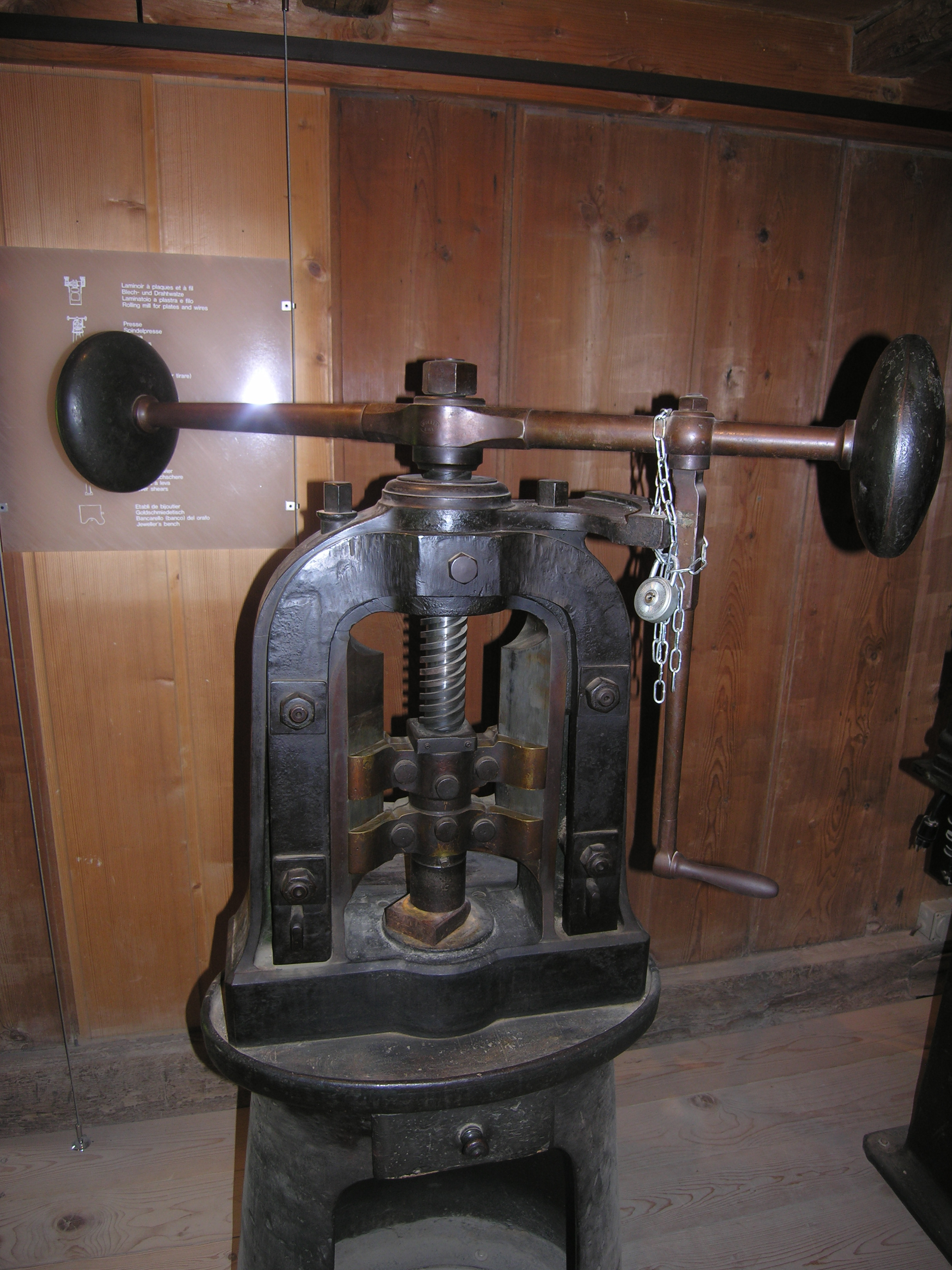
Premsa de cargol d'argenter o d'encunyar.

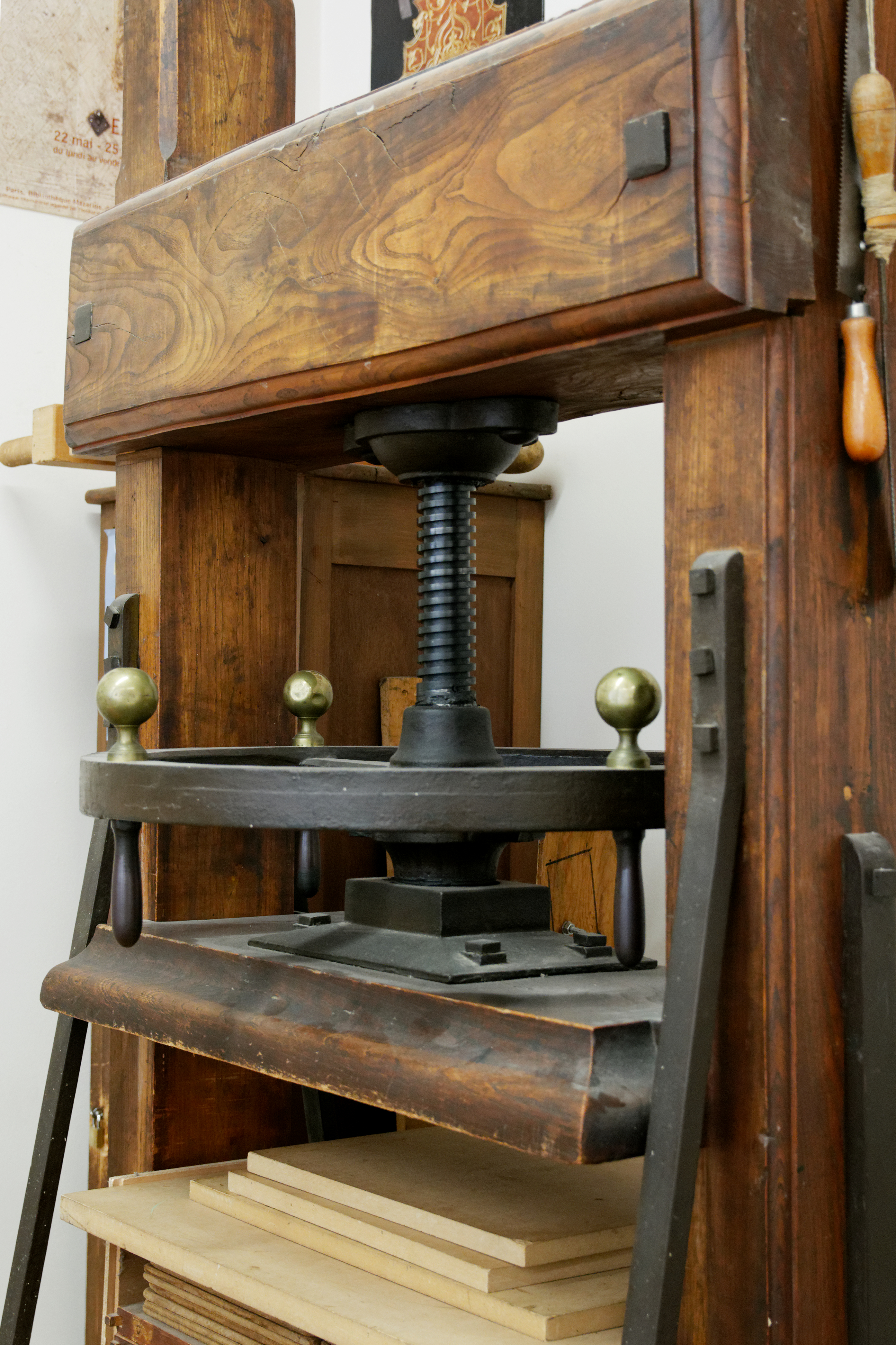
Premsa de relligar.

En tecnologia el terme premsa designa màquines molt diverses relacionades amb la pressió i la força mecànica. Les premses són àmpliament conegudes des de l'antiguitat, i han estat utilitzades en multitud d'industries i oficis al llarg de la història, podent treballar sobre matèries tant en fred com en calent, i en operacions industrials de tot tipus (espremer, filtrar, empaqueta, escorrer, estampar, forjar, embotir, lamitar, estirar, etc). Des del punt de vista informatiu el nom és imprecís i cal complementar-lo amb un adjectiu o una expressió que qualifiqui cada màquina concreta: premsa d'oli, premsa de vi, premsa estampadora, premsa de muntatge...etc 

## Història
Les primeres premses s'usaren en la transformació de productes agrícoles. En concret per a fer vi del raïm i per a extreure oli de les olives. El sistema consistia en aplicar pressió sobre el producte (matèria primera) de cara a obtenir el resultat desitjat. Aquesta pressió resultava de l'aplicació d'una força exterior sobre una superfície determinada. Cal recordar que la pressió és igual a la força dividida per la superfície. Així, les premses primitives s'associaven a forces importants. I el terme premsa implicava una màquina que exigia o aplicava una força considerable. Quan es divulgaren les màquines emprades en processos mecànics basats en l'aplicació d'una força, es designaren també com a premses.
Pel que fa a la manera d'obtenir i aplicar forces, les primeres premses aprofitaven esforços humans. Posteriorment aparegueren els sistemes hidràulics, que permetien obtenir pressió de treball (o força) a partir d'una pressió hidràulica. Els mateixos resultats es podien assolir amb energia elèctrica o pneumàtica. Les premses modernes es basen en una font d'energia externa que permet aplicar una força o una pressió mecànica en una màquina determinada.

## Classificació

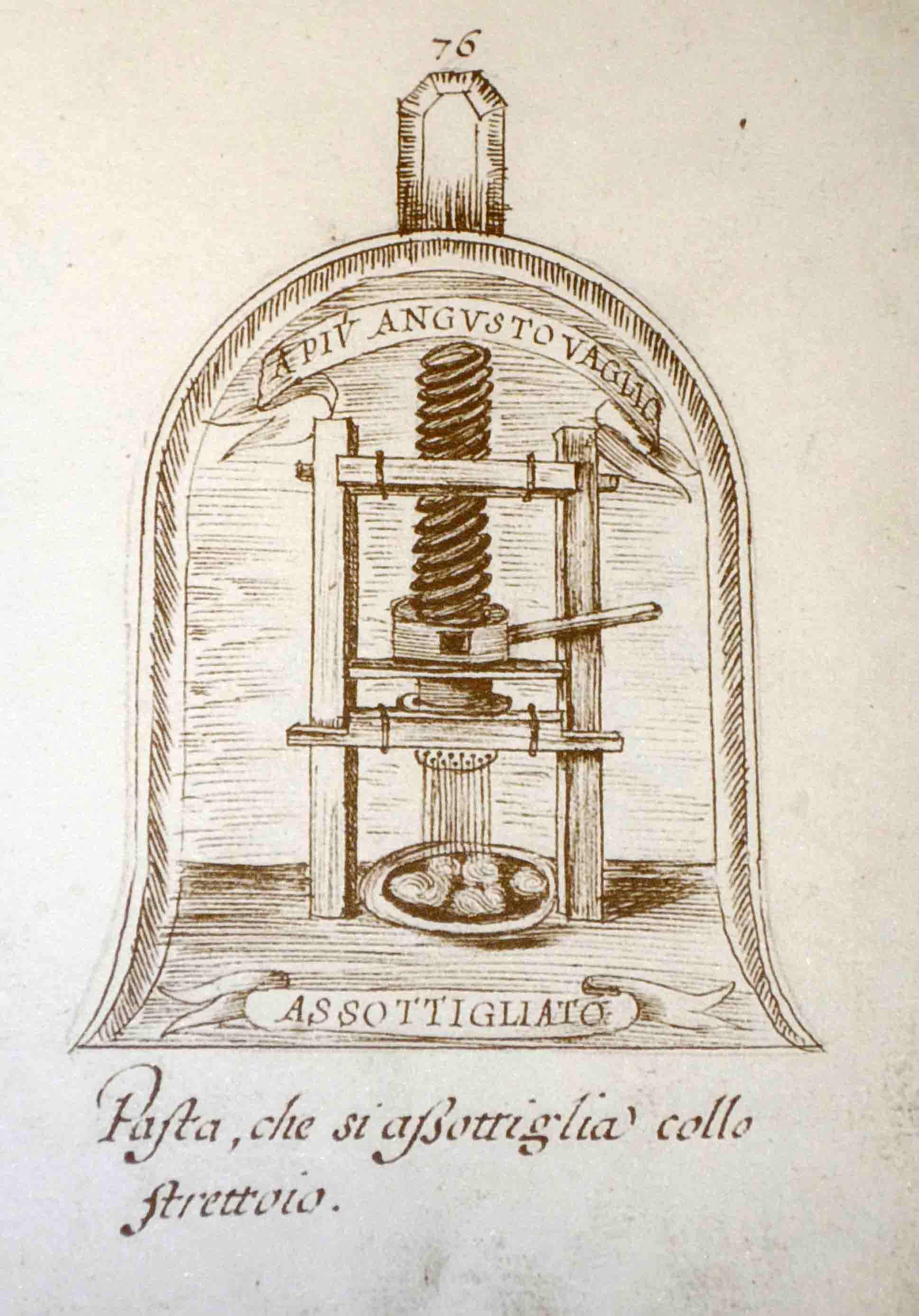
Premsa de fer fideus

Diverses classificacions són possibles.

### Segons la font d'energia
- Premses manuals
- Premses hidràuliques
- Premses pneumàtiques
- Premses elèctriques
- Premses mecàniques

### Segons l'aplicació
- Premses vinícoles
- Premses oleícoles
- Premses d'impremta
- Premses de pasta (de fer fideus, tallarines, macarrons…).
- Premses d'estampar

### Segons la disposició general
Qualsevol premsa consta de dos elements bàsics: una estructura i un sistema d'actuació. En alguns casos els dissenys reals de premses concretes impliquen disposicions característiques o peculiars. Són relativament freqüents les denominacions basades en les particularitats esmentades: premsa de cargol central, premsa de biga, premsa llarga, premsa de volant, premsa de molinet, premsa de tascons, premsa de lleva excèntrica,...etc

### Segons la forma de control
- Premses no controlades. Les premses tradicionals i moltes de les modernes no disposen de sistemes de regulació de la velocitat de treball.
- Premses servo-controlades. Poden regular la velocitat al llarg de la cursa de treball.[4][5][6]

## Premses d'aplicacions concretes
- Premsa de vi: dispositiu emprat per extreure el suc de raïm com a part del procés de la producció del vi.
- Premsa d'oli: dispositiu destinat a la fabricació d'oli d'oliva.
- Premsa de lliura: en aplicacions agrícoles fins al segle xx, una premsa de lliura[7] (o premsa de biga o premsa llarga)[8] és una varietat de premsa accionada manualment.[9][10][11]
- Premsa mecànica: és una màquina a l'operació mecànica que s'utilitza per realitzar forats en una xapa de metall, làmines de plàstic, paper o cartró.
- Premsa hidràulica: és un mecanisme format per dos cilindres o pistons de diferent àrea, un d'ells de gran diàmetre, units per vasos comunicants plens d'un líquid (aigua o oli).[12]
- Premsa de relligar: estri que s'utilitza en el procés artesanal que consisteix a unir entre si, fulls -generalment de paper- en forma de quaderns, per fer o restaurar llibres.[13]
- Premsa d'impremta: és un dispositiu mecànic que permet, per mitjà de la pressió a una superfície entintada, la reproducció de textos escrits i imatges per un mitjà d'impressió com pot ser el paper, tela, pergamí o altres materials.[14]
- Premsa d'encunyar: és una màquina accionada manualment que permet encunyar monedes a partir de cospells.[15]
- Premsa per a fabricar blocs de terra crua comprimida: premsa especialitzada per produir els blocs de terra, utilitzats en construcció.[16]
- Premsa de fer fideus. (Vegeu fideuer al Diccionari català-valencià-balear).[17]

## Característiques
El tipus de premsa utilitzat està en correlació directa amb el producte final. Els tipus de premsa són de costat recte, BG (amb engranatge posterior), amb engranatge, de separació, OBI (inclinable amb respatller obert) i OBS (estacionari amb respatller obert). Les premses hidràuliques i mecàniques es classifiquen segons el bastidor sobre el qual es munten els elements mòbils. Les més comunes són la premsa de marc obert, també coneguda com a marc en C, i la premsa de costat recte. Una premsa de costat recte té columnes verticals a cada costat de la màquina i elimina la desviació angular. Un marc en C permet un fàcil accés a l'àrea de l'encuny en tres costats i requereix menys espai en el pis. Un tipus de marc obert, l'OBI pivota el marc per facilitar la descàrrega de deixalles o peces. Els OBS dolls d'aire temporitzats, dispositius o transportadors per a descàrrega de ferralla o part.
| Tipus de premsa           | Tipus de marc  | Tipus de marc | Tipus de marc | Tipus de marc | Tipus de marc | Tipus de marc | Tipus de marc | Posició del marc | Posició del marc | Posició del marc | Posició del marc | Acció  | Acció | Acció  | Sistema d'actuació | Sistema d'actuació            | Sistema d'actuació | Sistema d'actuació | Sistema d'actuació | Sistema d'actuació | Sistema d'actuació | Sistema d'actuació | Tipus de direcció | Tipus de direcció     | Tipus de direcció | Tipus de direcció     | Suspensió | Suspensió | Suspensió    | RAM     | RAM      | Llit  | Llit  | Llit      |
| Tipus de premsa           | Tornar a obrir | Bretxa        | Costat recte  | Arc           | Pastilles     | Sòlid         | Tirants       | Vertical         | Horitzontal      | Inclinable       | Inclinada        | Simple | Doble | Triple | Manovella          | Manovella de davant a darrere | Excèntric          | Commutador         | Cargol             | Lleves             | Cremallera i pinyó | Pistó              | Sobre directe     | Engranat, sobre marxa | Sota directe      | Engranat, marxa baixa | Un punt   | Dos punts | Quatre punts | Senzill | Múltiple | Sòlid | Obert | Ajustable |
| Banc                      | X              | X             |               |               |               | X             |               | X                |                  | X                | X                | X      |       |        | X                  |                               | X                  |                    | X                  |                    |                    | X                  | X                 |                       |                   |                       | X         |           |              | X       |          | X     | X     | X         |
| Esquena oberta inclinable | X              | X             |               |               |               | X             |               | X                |                  | X                |                  | X      | X     |        | X                  |                               | X                  |                    |                    | X                  |                    | X                  | X                 | X                     |                   |                       | X         | X         |              | X       | X        |       | X     |           |
| Marc de buit              | X              | X             |               |               |               | X             | X             | X                | X                | X                | X                | X      | X     |        | X                  | X                             | X                  | X                  |                    |                    |                    | X                  | X                 | X                     |                   |                       | X         | X         | X            | X       | X        | X     | X     |           |
| Bocina de llit ajustable  |                | X             |               |               |               | X             |               | X                |                  |                  |                  | X      |       |        | X                  |                               | X                  |                    |                    |                    |                    | X                  | X                 | X                     |                   |                       | X         | X         |              | X       |          | X     | X     | X         |
| Roda final                |                | X             |               |               |               | X             |               | X                |                  |                  |                  | X      |       |        |                    | X                             | X                  |                    |                    |                    |                    |                    | X                 | X                     |                   |                       | X         |           |              | X       |          | X     | X     |           |
| Marc d'arc                |                |               | X             | X             |               | X             |               | X                |                  |                  | X                | X      |       |        | X                  |                               |                    |                    |                    |                    |                    |                    | X                 | X                     |                   |                       | X         |           |              | X       |          |       | X     |           |
| De costat recte           |                |               | X             | X             |               | X             | X             | X                | X                |                  | X                | X      | X     | X      | X                  | X                             | X                  |                    |                    |                    | X                  | X                  | X                 | X                     | X                 | X                     | X         | X         | X            | X       | X        | X     | X     |           |
| Reducció                  | X              | X             | X             |               |               | X             | X             | X                | X                |                  |                  | X      |       |        | X                  |                               |                    |                    |                    |                    |                    | X                  | X                 | X                     |                   |                       | X         |           |              | X       |          |       | X     |           |
| Palanca d'artilleria      |                |               | X             |               |               | X             | X             | X                |                  |                  | X                | X      | X     |        |                    |                               |                    | X                  |                    |                    |                    |                    | X                 | X                     |                   |                       | X         | X         |              | X       | X        | X     | X     |           |
| Commutador de dibuix      |                |               | X             |               |               | X             | X             | X                |                  |                  |                  |        | X     | X      | X                  |                               | X                  | X                  |                    |                    |                    |                    |                   | X                     |                   | X                     | X         | X         | X            |         | X        |       | X     |           |
| Dibuix de lleves          | X              | X             | X             |               |               | X             | X             | X                |                  | X                |                  |        | X     |        | X                  |                               |                    |                    |                    | X                  |                    |                    | X                 | X                     |                   |                       | X         |           |              |         | X        |       | X     |           |
| Dos punts d'acció única   |                | X             | X             |               |               | X             | X             | X                |                  |                  | X                | X      |       |        | X                  |                               | X                  |                    |                    |                    |                    |                    |                   | X                     |                   | X                     |           | X         |              | X       |          | X     | X     |           |
| Alta producció            |                |               | X             |               |               | X             | X             | X                |                  |                  | X                | X      |       |        | X                  |                               | X                  |                    |                    |                    |                    |                    | X                 | X                     |                   |                       | X         | X         |              | X       |          |       | X     |           |
| Màquina de morir          |                |               |               |               | X             |               |               | X                |                  |                  |                  | X      |       |        | X                  |                               |                    |                    |                    |                    |                    |                    | X                 |                       | X                 |                       | X         | X         |              | X       |          |       | X     |           |
| Transferència             |                | X             | X             |               |               | X             | X             | X                |                  |                  |                  | X      |       |        | X                  | X                             | X                  | X                  |                    |                    |                    |                    | X                 | X                     |                   |                       |           | X         |              | X       |          |       | X     |           |
| Retall de vora plana      |                |               |               | X             |               | X             |               | X                |                  |                  |                  |        | X     |        |                    |                               |                    |                    |                    | X                  |                    |                    |                   | X                     |                   |                       | X         |           |              | X       |          |       |       |           |
| Hidràulic                 |                | X             | X             |               | X             |               | X             | X                | X                | X                |                  | X      | X     | X      |                    |                               |                    |                    |                    |                    |                    | X                  |                   |                       |                   |                       | X         | X         |              | X       | X        | X     | X     | X         |
| Fre de premsa             | X              | X             |               |               |               | X             |               | X                |                  |                  |                  | X      |       |        | X                  |                               |                    |                    |                    |                    |                    | X                  |                   | X                     |                   |                       |           | X         | X            | X       |          | X     |       |           |

## Galeria

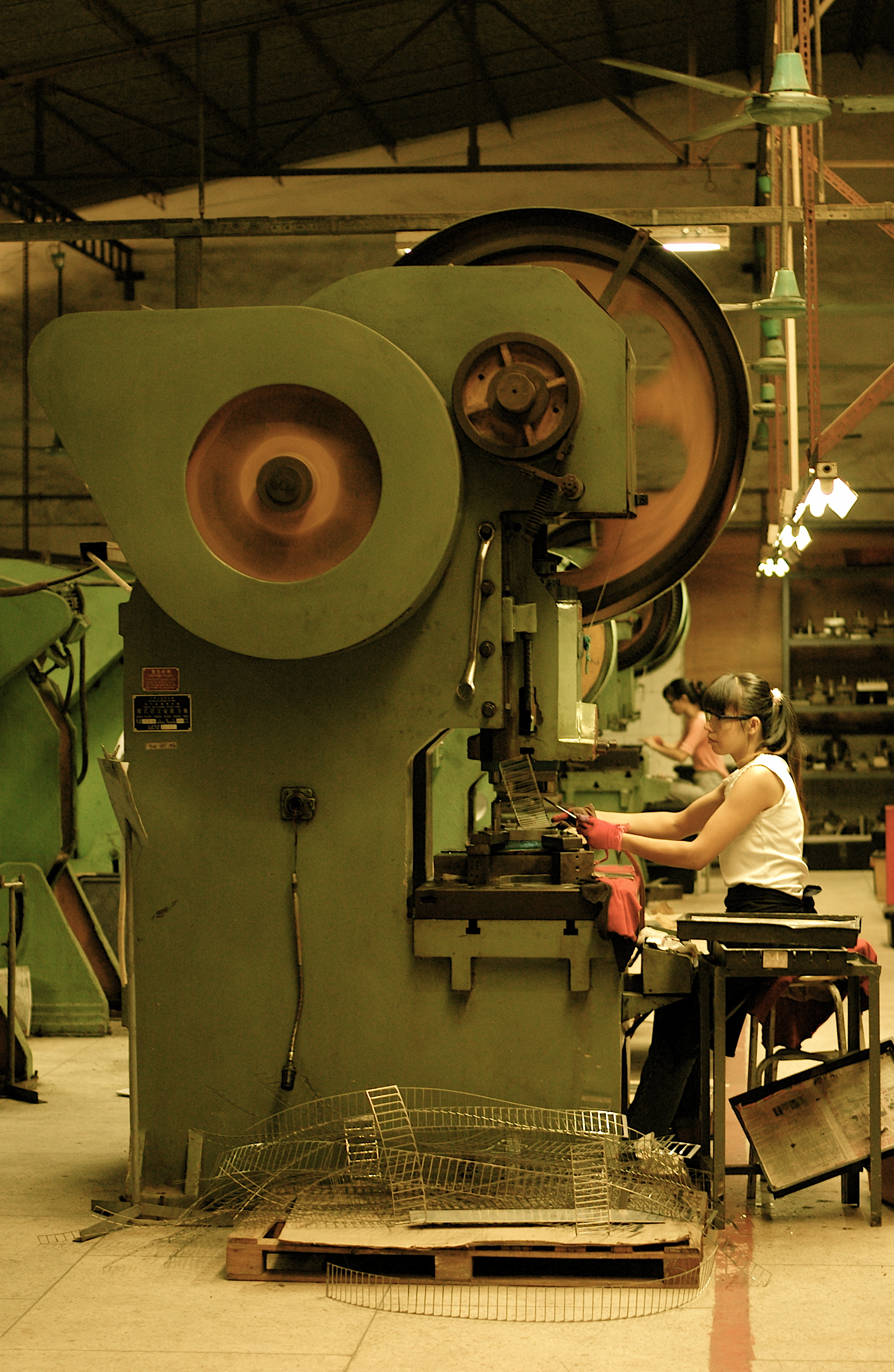
Premsa xinesa utilitzada en la fabricació de ganivets i navalles.
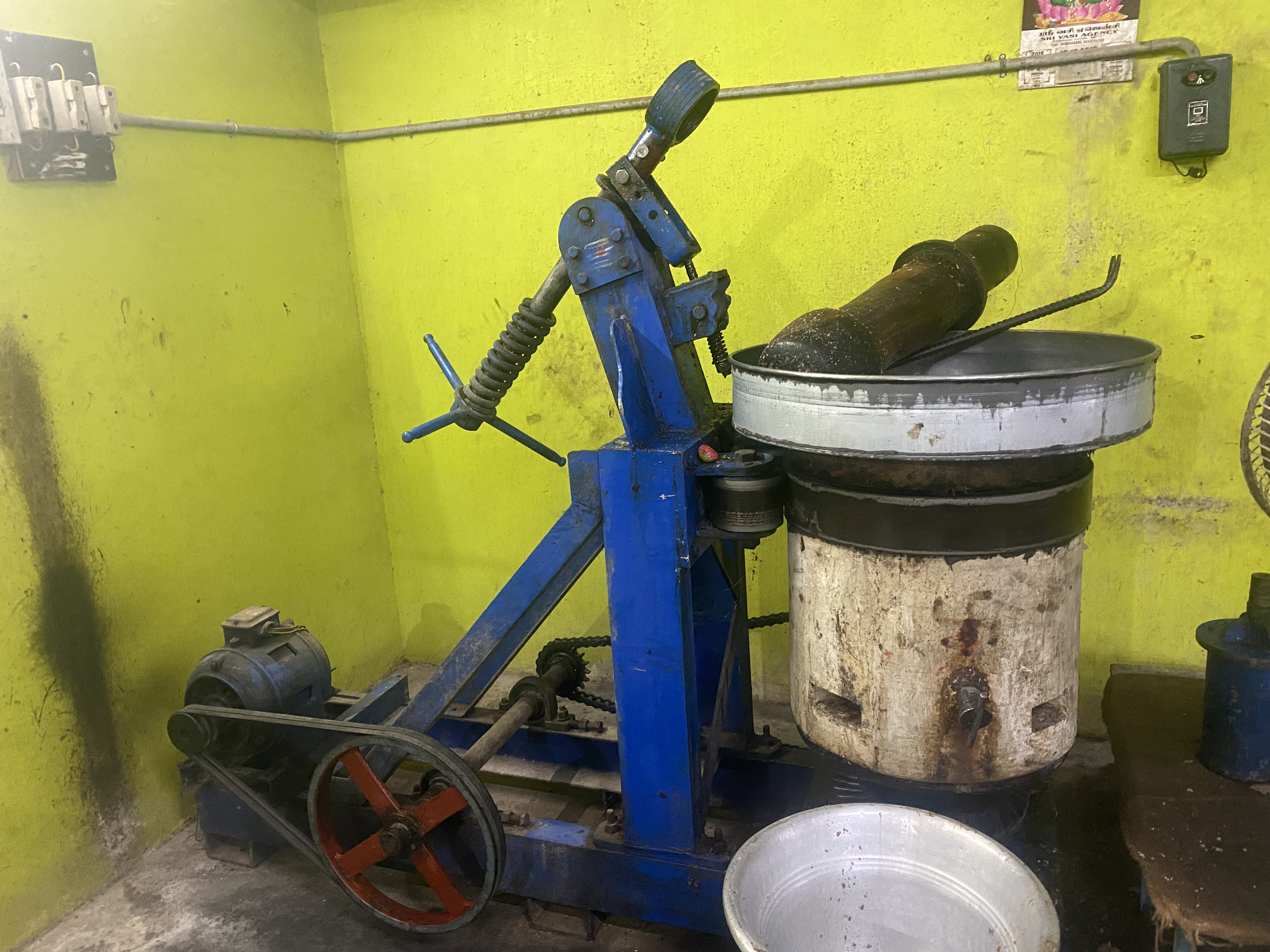
Màquina d'expulsió d'oli de premsa en fred (Chekku)
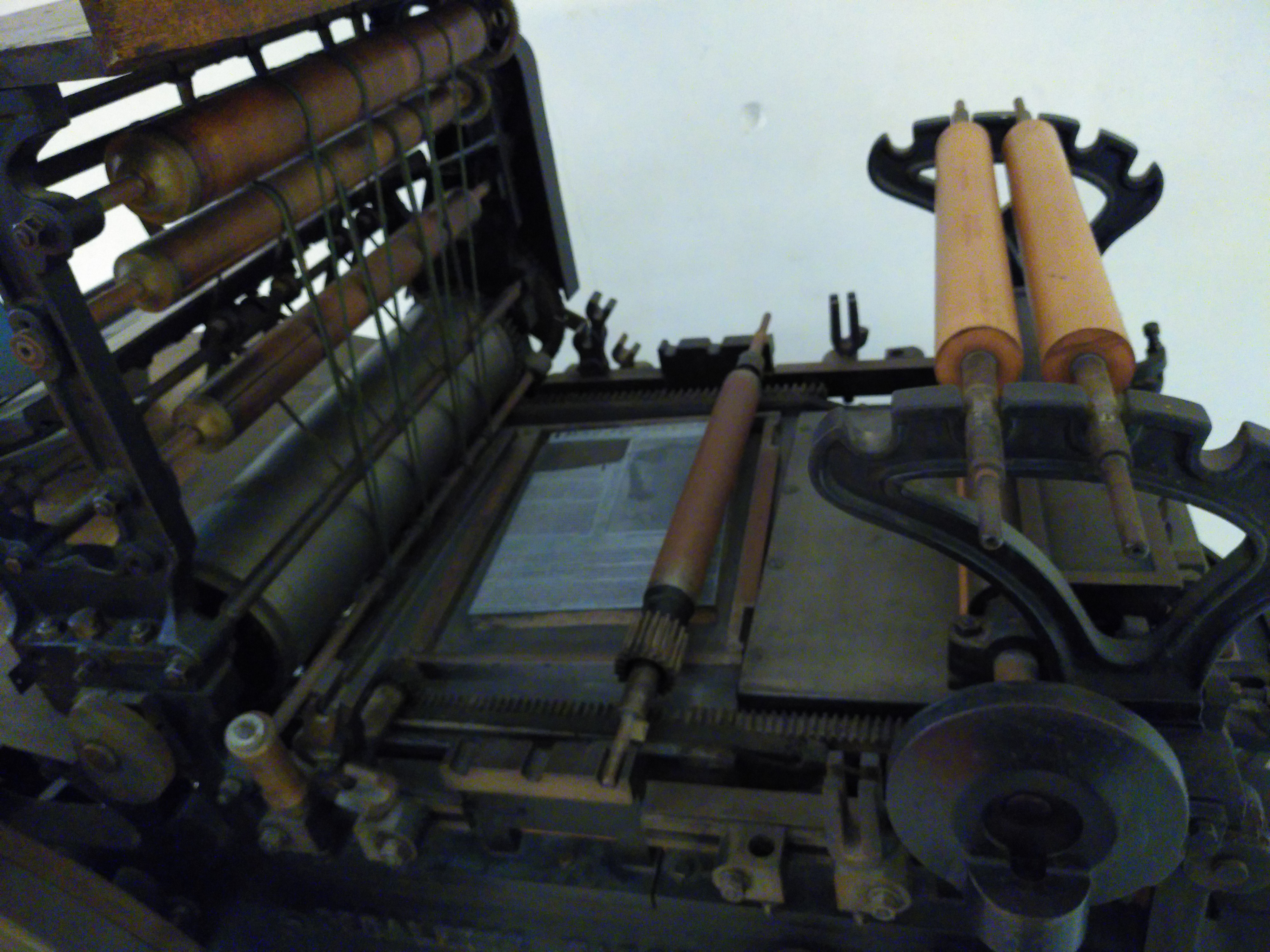
Premsa d'impremta accionada a pedals.
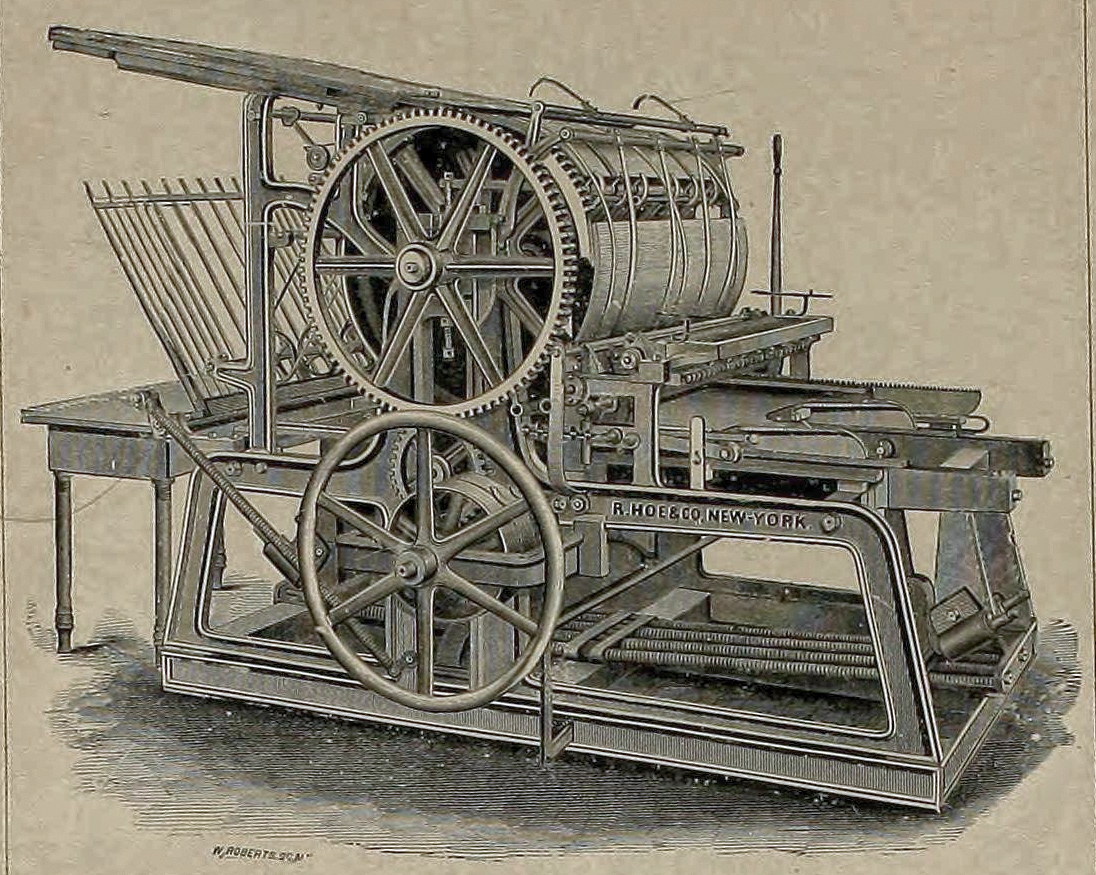
Gravat de la primera premsa de la Transcripció de Holyoke, una premsa de R. Hoe & Co., operada per primera vegada per aquest diari l'any 1882